# 甘利信頼
甘利 信頼（あまり のぶより）は、戦国時代から安土桃山時代にかけての武将。甲斐武田氏の家臣。

## 略歴
甲斐武田家重臣・甘利信忠の子で、仮名は二郎四郎。祖父は甘利虎泰、叔父は甘利信康、従兄弟に甘利信恒がいる。
永禄10年（1567年）頃に父が急死した際、まだ幼少だったことから、家臣の米倉丹後守が陣代を務めた。また、同時期から叔父の信康の活動が見られるようになり、幼少の信恒に代わって信康が事実上の甘利家の当主になっていたと見られる。丸島和洋は信康が甘利氏の名代という立場にいた可能性を指摘している。
天正3年（1575年）5月21日の長篠の戦いには参加しており、無事に生還したことが武田勝頼の書状などから確認できる。また、この長篠の戦いで叔父の信康は戦死したので、以後は信頼が事実上の当主として差配している。長篠直後の6月9日には三科権兵衛尉に知行を宛がっており、他にも駿河富士大宮に神馬を奉納したり、上諏訪造営の際に前宮四之御柱の造宮銭の使衆を務めたりしている。他にも、武田家臣として多くの活動が散見される。
天正10年（1582年）2月から織田信長・徳川家康連合軍による武田攻めが開始される。この際の信頼の活動については諸説がある。
- 『甲乱記』では「甲斐武田家の滅亡の際、大熊長秀や秋山昌成と共に「甘利左衛門尉」が勝頼から離反した」、としている。左衛門尉は甘利氏の当主が名乗る官途であり、信頼の可能性が指摘されている。
- 『三河物語』では「大熊長秀と「甘利甚五郎」が勝頼から離反した」としている。甚五郎は長秀の娘婿だったとされ、勝頼に対して弓矢鉄砲を撃ちかけた、としている。

つまり、信頼は大熊長秀らと共に勝頼を裏切った可能性が高いと見られている。
これ以後の信頼については不明である。後に本能寺の変、天正壬午の乱を経て出された「天正壬午起請文」では、信頼の同心16名の記載が見られる。